# Parque nacional El Ávila
El parque nacional El Ávila, oficialmente Waraira Repano, es un parque nacional localizado en la Cadena del Litoral dentro de la cordillera de la Costa, en el centro-norte de Venezuela. Se extiende desde Caracas (Distrito Capital), y todo el norte del estado Miranda y sur del estado La Guaira. En 1958 es declarado parque nacional. Esta formación montañosa es el pulmón vegetal de la ciudad y dentro de él pueden realizarse diferentes actividades, lo que lo hace uno de los principales atractivos de la capital venezolana. La altitud de este parque nacional va desde los 120 hasta los 2765 msnm, en el Pico Naiguatá. El Parque nacional El Ávila ofrece múltiples caminos y senderos que se pueden recorrer caminando y, algunos de ellos, en automóvil, además de un teleférico directo a las inmediaciones del hotel Humboldt, ubicado en uno de sus picos. Posee una superficie estimada en 851,92 km².

## Historia

### Toponimia

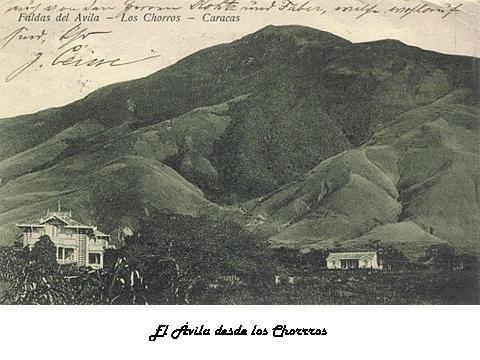
El Ávila en la década de 1930.

El parque toma su nombre, tanto el tradicional "Parque nacional El Ávila", como el actual, del cerro que domina la ciudad de Caracas, el cual era conocido por los toromaimas, habitantes originarios del valle de Caracas, de etnia caribe, como Waraira Repano, que significa "Sierra Grande". Otros aseguran que el vocablo correcto era wariarepano que significa «lugar de las dantas», debido a la gran cantidad de mamíferos de esta especie que poblaban las montañas.
La primera vez que aparece el nombre de "Ávila" como tal es en 1778, según consta en las Actas del Cabildo de Caracas. Antes de esa fecha, la montaña era conocida como "la Sierra del Norte", "la Montaña a la Mar", o "el otro lado del cerro".
Existen varias hipótesis sobre el origen del nombre de "Ávila": podría deberse al alférez mayor de campo Gabriel de Ávila, nombrado alcalde de Caracas en 1573, y que poseía tierras en el valle frente a la montaña. También se conjetura que podría deberse al gobernador Gerónimo de Ávila, quien también era dueño de unos huertos en la serranía que está a sus pies; al morir en 1795, sus hijos heredan sus tierras y todos en Caracas ya la conocían como la sierra de los Ávila o el Cerro de Ávila. Igualmente se estima que el nombre "Ávila" tomase fuerza, puesto que Caracas se encuentra ubicada en un valle y esta sierra es comparable con una muralla, por alusión a la ciudad española de Ávila, conocida por sus murallas medievales.

## Estudios generales
Manara, Bruno. El Ávila. Biografía de una montaña. Caracas: Monte Ávila Editores Latinoamericana. Fundación Cultural Chacao, 1993, 1998.

### Creación, expansión y cambio de nombre del Parque
En 1952 la asamblea de la Unión Internacional para la Conservación de la Naturaleza (UICN) reunida en Caracas planteó la necesidad y se instó al estado venezolano a que tomara las medidas pertinentes para la protección del área montañosa al norte de la ciudad con el propósito de preservar para las futuras generaciones este patrimonio natural rico en fauna, flora, minerales y diversidad de ambientes paisajísticos.
Para el año de 1958 bajo el gobierno de Édgar Sanabria, quien para ese momento presidía la junta de gobierno provisional decide proceder a la ejecución de la sugerencia planteada 6 años antes en la Asamblea de la UICN y el 12 de diciembre se emitió el decreto N.º 473, por el cual se creaba el parque nacional El Ávila abarcando un área 66 192 ha. con el propósito de conservar las bellezas escénicas de la montaña, su fauna, flora y biodiversidad. En un programa a largo plazo que no concluyó hasta  la década de 1970 y estuvo a cargo de José Rafael García se realizó un tratamiento de ingeniería en sus pendientes, gran parte del parque fue terraceado, se abrió el cortafuegos y se le hicieron zanjas de absorción para que el agua penetrara en el subsuelo y no deslizara tanto.
Durante el primer gobierno del presidente Carlos Andrés Pérez el día 25 de marzo de 1974 se dicta el decreto N.º 30 408 mediante el cual se amplía en 19 000 ha el área del parque abarcando ahora gran parte de los terrenos montañosos del estado Miranda. De esta forma el parque que llega al área actual, la cual incluye una zona protectora total de 85 192 ha, constituyéndose en uno de los parques más emblemáticos de la zona centro norte costera de Venezuela abarcando área territorial del Distrito Capital y de los estados Miranda  y La Guaira.
El presidente Hugo Chávez el 7 de mayo de 2011 emite el decreto N.º 7388 publicado en la Gaceta Oficial N.º 39 419, mediante el cual se establece el cambio de nombre del parque nacional El Ávila a parque nacional Waraira Repano. En el mismo decreto se establece el mantenimiento del área y normativa del antiguo parque nacional El Ávila.

### Alejandro de Humboldt, visitante del Parque

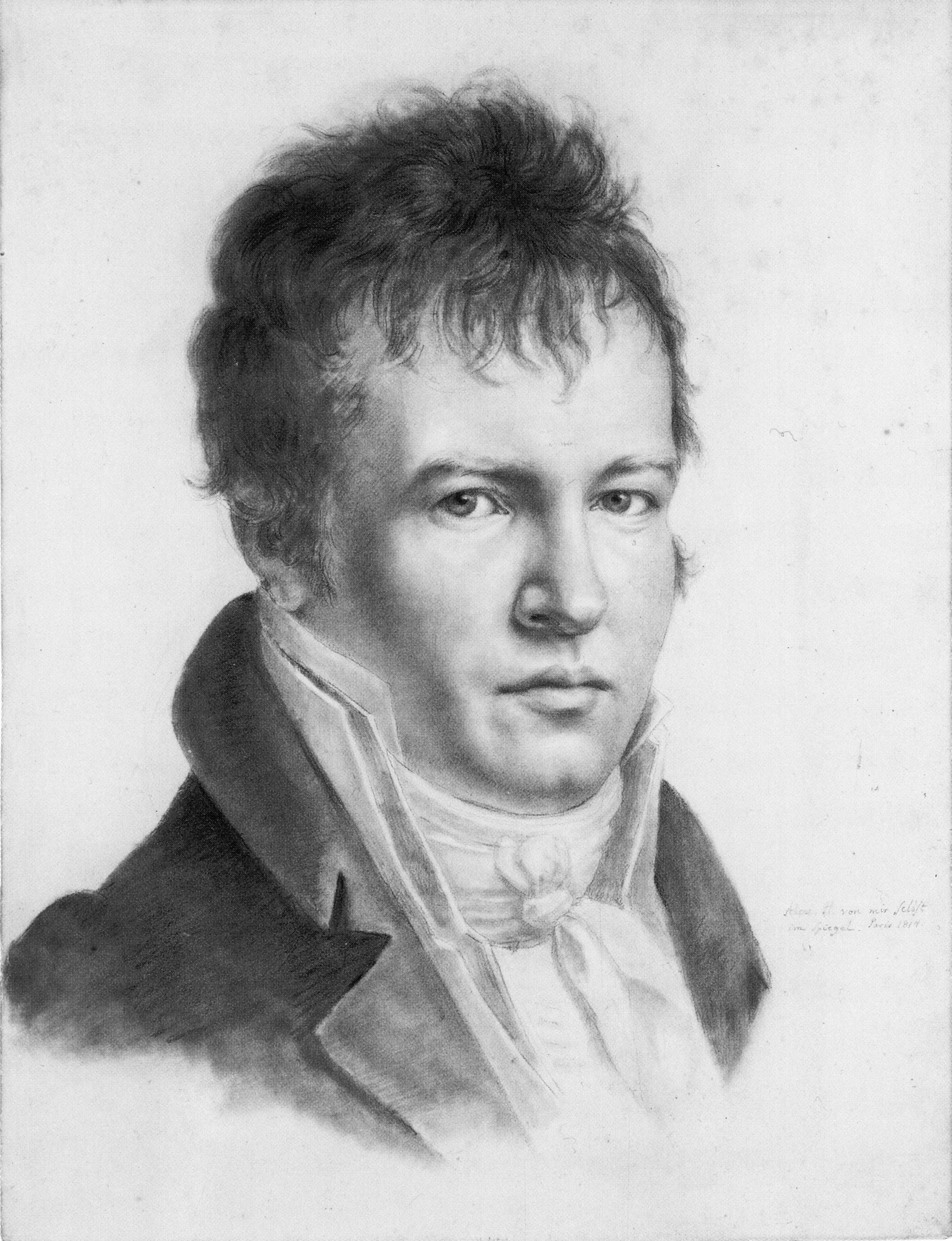
Alejandro de Humboldt

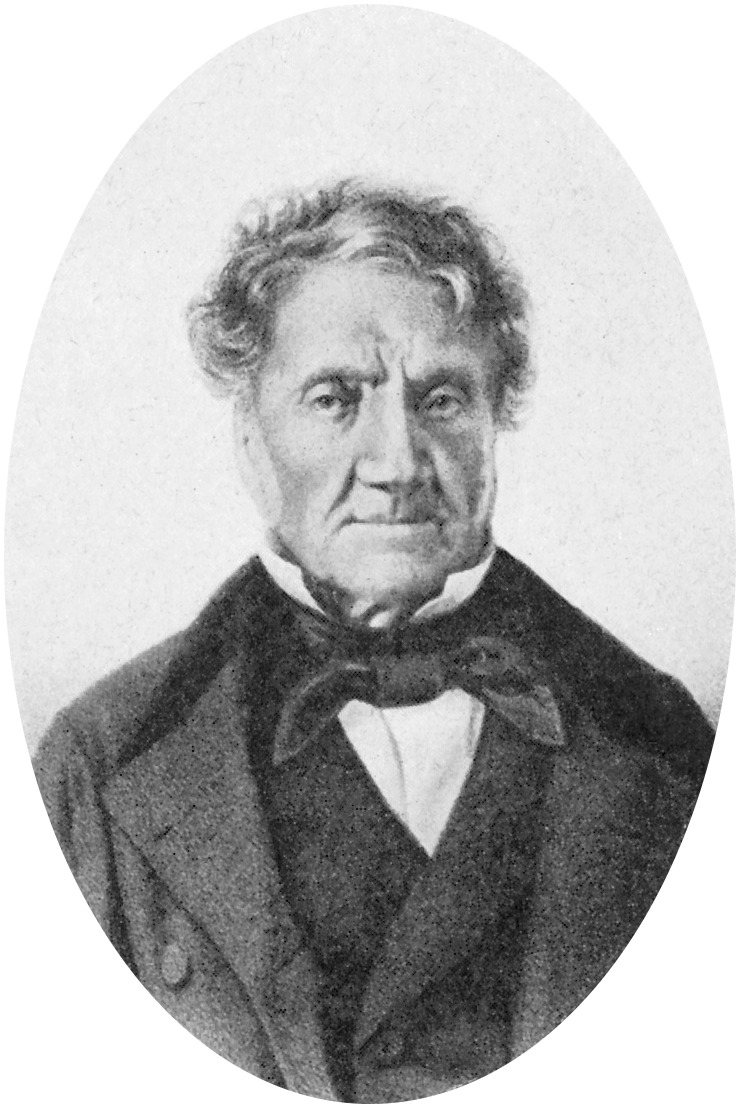
Aimé Bonpland

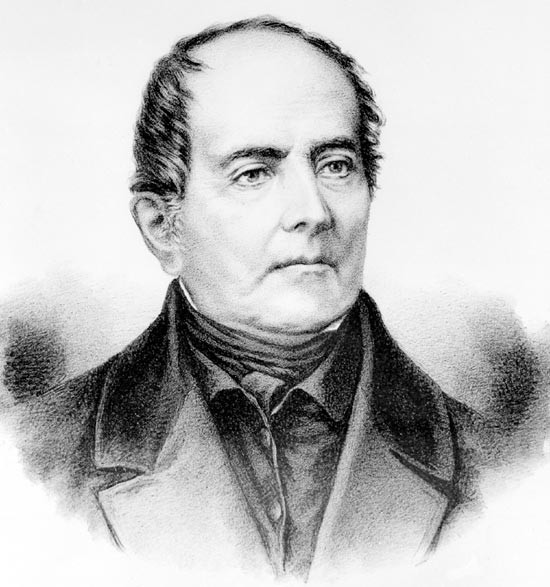
Andrés Bello

Alejandro de Humboldt llega a La Guaira el 21 de noviembre de 1799 y comienza inmediatamente los preparativos para salir el siguiente día para la ciudad de Caracas. En la mañana del día 22 de noviembre tendrá su primer encuentro con el cerro El Ávila al iniciar su ascenso por el viejo Camino de los Españoles, el cual encuentra semejante a los pasos de los Alpes y del cual comentara años más tarde en varias de sus obras que le pareció el camino más hermoso de los que recorrió en su periplo por América para visitar varias ciudades como: Bogotá, Quito, Guayaquil o el de Veracruz. En el transcurso de las ocho horas que aproximadamente le tomó el viaje realizó observaciones sobre vegetación, fauna, mediciones barométricas, térmicas, higrométricas (humedad) así como notas sobre aspectos geográficos, geológicos y mineralógicos del paisaje. En Caracas, ciudad a las faldas del cerro el Ávila, permanecerá casi dos meses y medio haciendo preparativos para su viaje a los llanos y al río Orinoco además de recolectar especies locales y realizar observaciones sobre el valle de Caracas, el río Guaire y su cuenca. El segundo encuentro con el cerro El Ávila se producirá el 2 de enero de 1800 cuando él y su ayudante Aimé Bonpland en compañía del ilustre caraqueño Andrés Bello y de otras 18 personas ascenderán hasta la silla de Caracas y realizará anotaciones sobre la fauna, flora, minerales, así como mediciones de altura, presión atmosférica y temperatura. Las mediciones y observaciones realizadas así como otros comentarios de fenómenos ocurridos en El Ávila en el tiempo en que Humboldt y Bonpland estuvieron en Venezuela son señalados en sus escritos. En 1822 de Rivero y Boussingault estudian la geología del Cerro El Ávila para lo cual escalan la Silla de Caracas como lo habían hecho Humboldt y Bonpland en 1800.

### Gottfried Knoche, habitante del parque

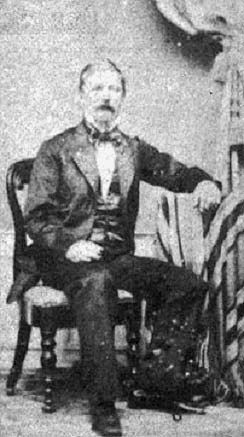
Gottfried Knoche

Gottfried Knoche fue un médico cirujano alemán, famoso por inventar un líquido embalsamador que cuyo componente principal era Cloruro de aluminio  (AlCl3)  con el que momificó docenas de cuerpos, incluyendo el propio, en los laboratorios ubicados en la Hacienda Buena Vista, ubicada en el sector Palmar de Cariaco, a unos 2 km al norte del Picacho de Galipán, y a una altura inferior a los 1000 m sobre el nivel del mar, dentro de los linderos del que es hoy el parque nacional El Ávila, en el sector del estado La Guaira.
Cursó estudios de medicina en la Universidad de Friburgo en 1837 y, posteriormente, en donde trabajó en el hospital del mismo nombre. Knoche emigró de Alemania a Venezuela en 1840 para domiciliarse en La Guaira y atender a la población de coterráneos establecida en ese entonces en el litoral, donde fundó el Hospital San Juan de Dios, en La Guaira entre 1854 y 1856. Una vez asentado, trae a su esposa. Ejerce como doctor en esa ciudad y se gana la fama de persona caritativa, al atender a pacientes pobres sin cobrar, y por su incansable lucha contra la epidemia de cólera que asoló la región en esos años. En 1845 recibe la revalidación de su título, por parte de la Universidad Central de Venezuela durante el gobierno del general Juan Crisóstomo Falcón

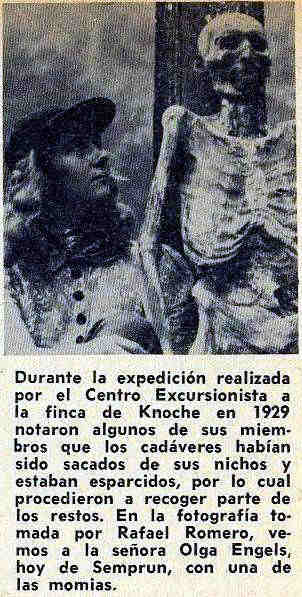
Momia de Knoche hallada en 1929

En su hacienda de Buena Vista en el picacho de Galipán se dedicó con persistencia a evitar el inexorable proceso de descomposición de los cuerpos, experimentando con cadáveres no reclamados de la Guerra Federal, que subía a caballo desde el hospital San Juan de Dios. Knoche creó un líquido que se inyectaba en el torrente sanguíneo y conservaba al cadáver sin necesidad de extraer sus órganos. Así, el doctor momificó varios cuerpos y los mantuvo en su laboratorio, entre esto cuerpos estaban el de su esposa, hija y sus asistentes. Esta obsesión por dotar de una apariencia de vida a los muertos dio pie a una de las anécdotas más populares atribuidas a este enigmático personaje. Los familiares de Tomás Lander, distinguido hombre público de la Caracas del siglo XIX y fundador junto con Antonio Leocadio Guzmán del periódico El Venezolano, conocieron a través de un amigo las virtudes del misterioso líquido embalsamador de Knoche  y solicitaron al médico que momificara el cuerpo de su deudo. Una vez concluido el proceso —con el cuerpo ya vestido y maquillado por sus familiares— sentaron a Lander en un escritorio a la entrada de la casa. Allí estuvo durante cuarenta años, hasta que el gobierno de Antonio Guzmán Blanco exigió a los descendientes del difunto que enterrasen cristianamente a la momia. Igualmente, momificó hasta sus perros y los convirtió en guardianes de la entrada del mausoleo.

### Tragedia de Vargas en los linderos del Parque

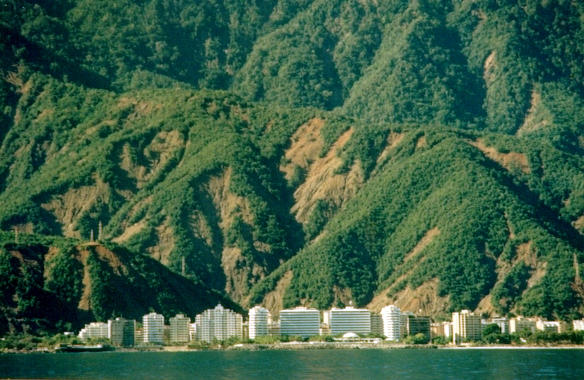
Deslaves en la costa del litoral, estado La Guaira.

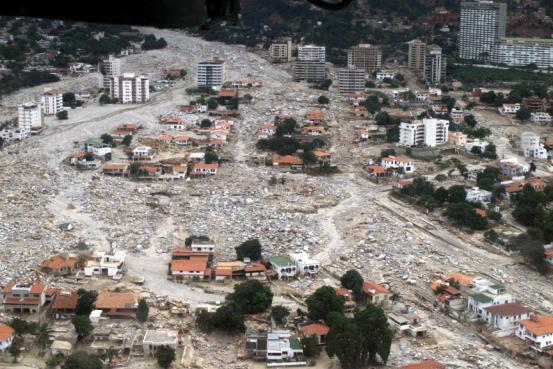
Daños en Los Corales a consecuencia de los deslaves en la costa del litoral, estado La Guaira.

Como tragedia de Vargas (también desastre de Vargas o los deslaves de Vargas) es como se le conoce al conjunto de deslaves, corrimientos de tierra e inundaciones ocurridas en las costas caribeñas de Venezuela en los días 15, 16 y 17 de diciembre de 1999 y especialmente trágica en el estado La Guaira, pero que afectaron otras regiones del país como el Distrito Capital y los estados Miranda y Falcón  Éste es considerado el peor desastre natural ocurrido en Venezuela durante el siglo XX.
Entre las causas del deslave se asocian las fuertes precipitaciones dejan en el estado La Guaira más de 1814 mm de agua en las dos primeras semanas del mes de diciembre causando una saturación de los suelos, esto a su vez generó que el caudal de agua bajara por pendientes de más de 30 grados trayendo consigo deslizamientos de tierra y la capa vegetal de las montañas
Es de hacer notar que este tipo fenómenos no es desconocido en las zonas costeras y montañosa del norte de Venezuela por lo que los gobiernos tanto nacional, regionales y locales deberían tenerlos en cuenta, entre reportes o datos históricos se hallan señalamientos realizados por Alejando de Humboldt para el año de 1798 en relación con el río Osorio en el estado La Guaira,  ocurrido también en el estado La Guaira en el cual este río causó grandes desastres en La Guaira; también relacionado con el parque nacional fue el evento ocurrido para 15 al 17 de febrero de 1951 cuando el río Naiguatá cambia de cauce arrasando consigo numerosas viviendas mientras que otros ríos como el Osorio y el Caracas crecen por las precipitaciones afectando, el primero de ellos, a la ciudad de La Guaira  También hay registros para el año de 1980 cuando fuertes precipitaciones causaron grandes daños y el necesario desalojo habitantes hacia Caracas  otro ejemplo de deslave ocurrido en la misma Cordillera de la Costa de reciente data tuvo lugar en el del parque nacional Henri Pittier y el área del Limón en el estado Aragua ocurrido del 6 de septiembre de 1987
La tragedia de Vargas que afectó del 25 % a 35 % de los venezolanos, dejó en el país pérdidas por más de US$ 4 000 000 000, más de 500 000 personas sin acceso al agua potable por varios días lo que originó brotes de epidemias, cerca de 100 000 damnificados, y entre 15 000 a 30 000 fallecidos según cifras conservadoras, otros organismos y personas como el presidente de la Cruz Roja indican que dicha lista podría haber llegado hasta los 50 000 fallecidos

## Geología

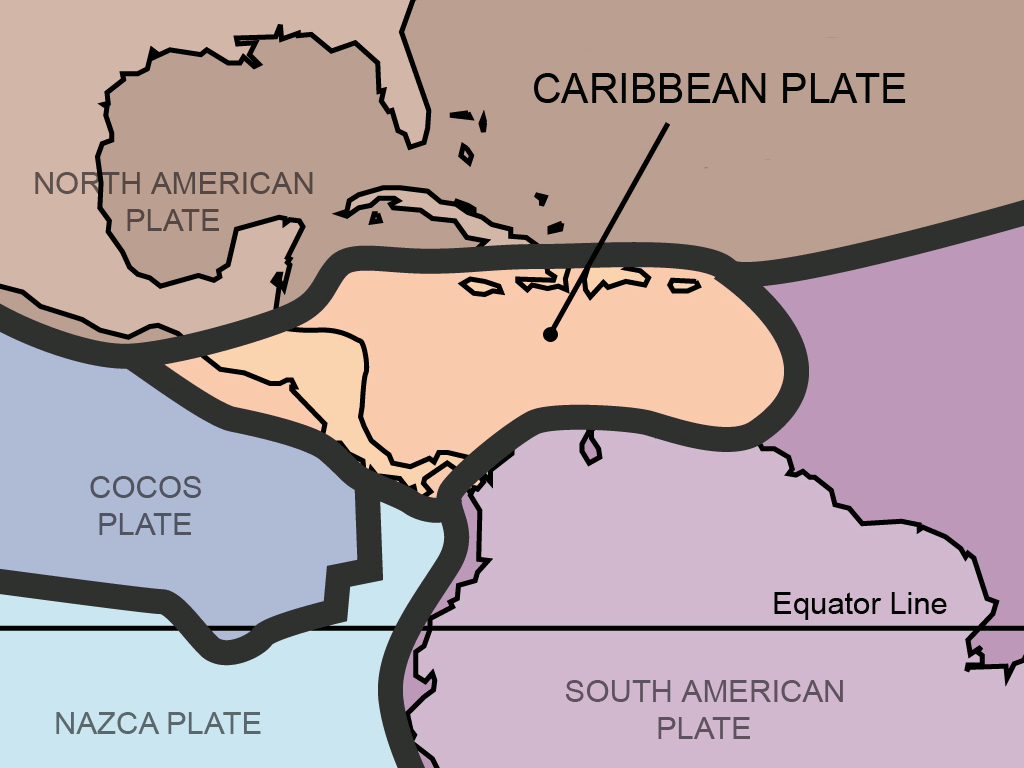
Mapa de la placa del Caribe.

Hace unos 40 millones de años en la época del Eoceno se inicia el proceso de formación de la Cordillera de la Costa como consecuencia del hundimiento de la placa del Caribe debajo de la placa Sudamericana como consecuencia de tal proceso de subducción de parte de la placa del Caribe se produjo un proceso de plegamiento en la placa Sudamericana dando origen así a la formación la cordillera de costa y por ende a la porción central de dicha cordillera que es la que ocupa hoy día el parque nacional
El sector que abarca el parque nacional está constituido principalmente por rocas metamórficas principalmente por aquellas pertenecientes al Cretácico las cuales reposan sobre un núcleo de granito de edad no determinada  Dichas rocas metamórficas aún hoy día siguen experimentando transformaciones como consecuencia de los fenómenos geológicos, meteorológicos y climáticos que ocurren en la zona; un ejemplo reciente son los cambios de relieve ocurridos a consecuencia de la catástrofe de Vargas

## Geografía y ecología

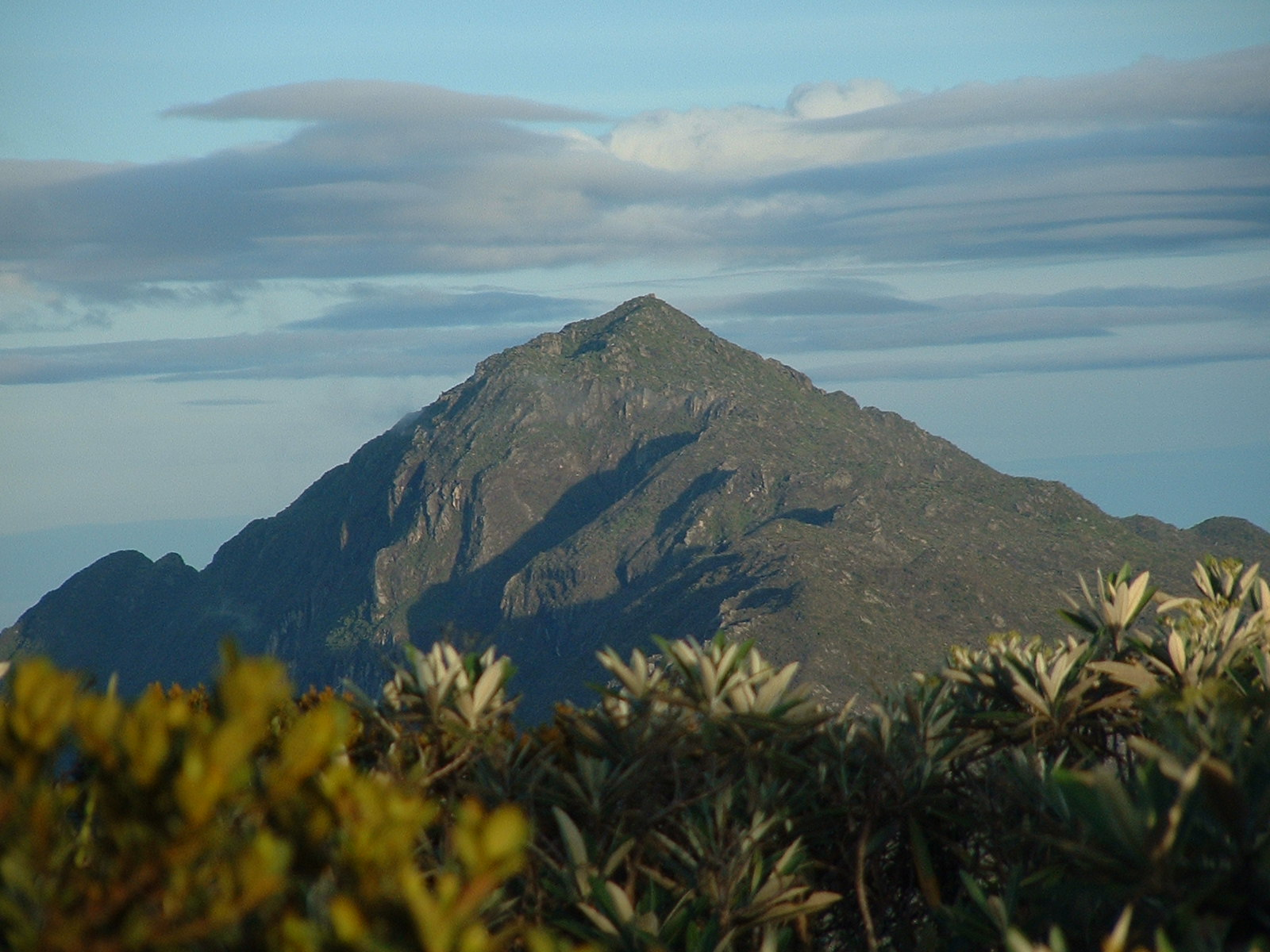
Pico Naiguatá

El parque nacional El Ávila se encuentra en la zona central del país en la cordillera de la costa, localizado alrededor de los 10°32′ latitud norte y entre los 66°12′ y los 67°1′ longitud oeste. Está conformado el área montañosa entre el Mar Caribe y los valles de Caracas, Guatire, Guarenas y Barlovento. Geopolíticamente abarca sectores de los estados La Guaira (vertiente norte), Distrito Capital (vertiente sur), y Miranda (ambas vertientes al extremo este).
El parque se extienden a lo largo de una zona boscosa montañosa en dirección oeste a este a lo largo del ramal litoral de la cordillera de la Costa abarcando unos 80 km de longitud y aproximadamente 16 km de ancho, ocupando un área superficial de 81 800 ha, el parque comprende diversos ecosistemas distribuidos los cuales se distribuyen en un gradiente altitudinal que va desde los 120 m sobre el nivel del mar en el punto más bajo de la vertiente norte, hasta los 2765 m en su punto más alto en el Pico Naiguatá.
Los ecosistemas presentes en el parque son:

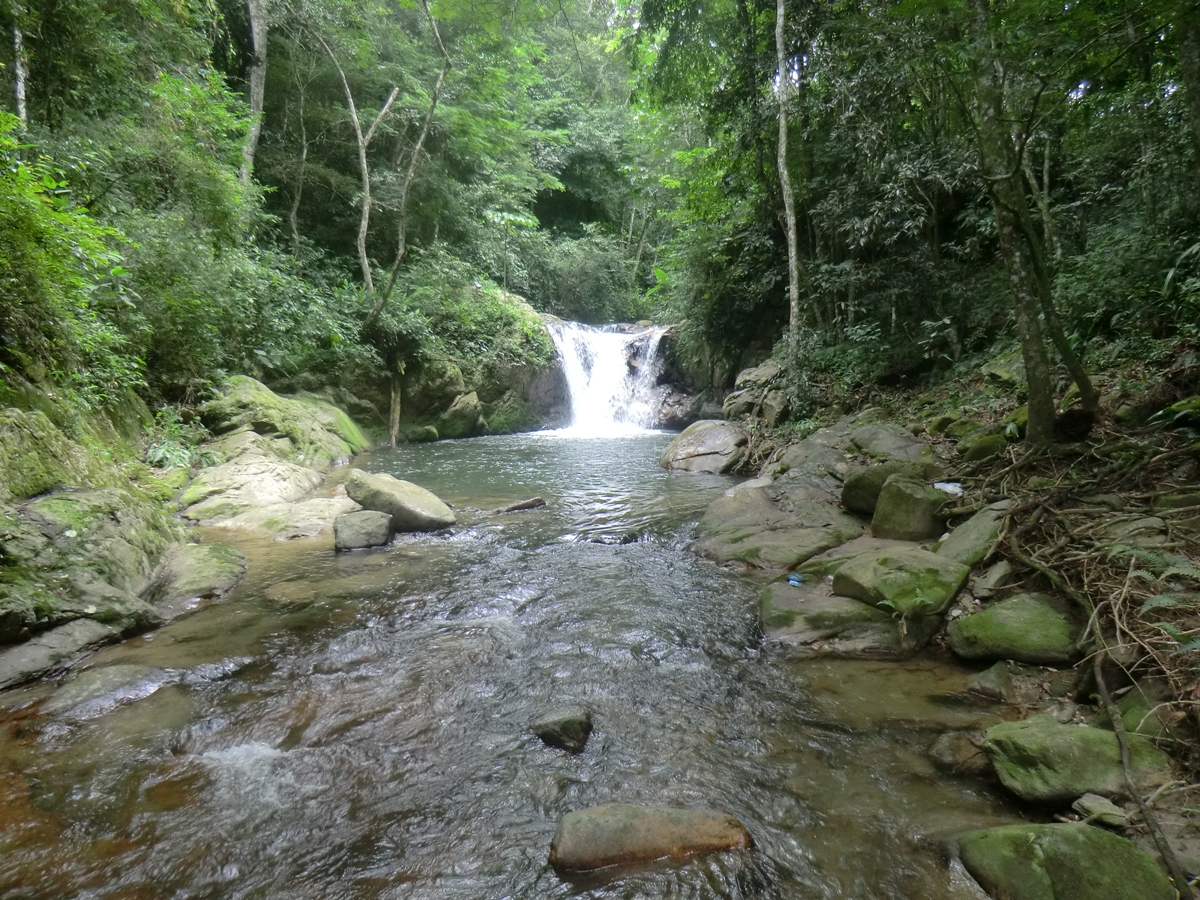
Río del Norte en el sector de Guatire

| Vertiente Norte - Vegetación xerófita localizada zonas más bajas entre los 120 a 300 m s. n. m. - Bosques residuos tropófilos localizada entre los 300 a 600 m s. n. m. - Bosques semi-deciduos estacionales localizados entre los 600 a 800 m s. n. m. - Bosques submontanos siempre verdes localizados desde los 800 a 1500 m s. n. m. - Selvas nubladas localizadas desde los 1500 a 2200 m s. n. m. - Vegetación de subparamo localizada entre los 2200 a 2765 m s. n. m. | Vertiente Sur - Sabanas arboladas que aparecen en la ladera sur desde los 800 m s. n. m. y que en ocasiones alcanzan los 1200 m s. n. m. - Bosques submontanos siempreverdes se localizan entre 1200 a 1600 m s. n. m. - Selvas nubladas localizadas desde los 1600 a 2200 m s. n. m. - Vegetación de subparamo localizada entre los 2200 a 2765 m s. n. m. |

### Clima
El clima del Parque es de montaña, con diferencias notables de acuerdo con la altitud y los pisos térmicos correspondientes y también de acuerdo a la exposición de sus laderas con respecto a la insolación y a la procedencia de los vientos En su cima, la temperatura media es de 13 °C con precipitaciones medias y dos estaciones, la seca y la de lluvias

### Vegetación

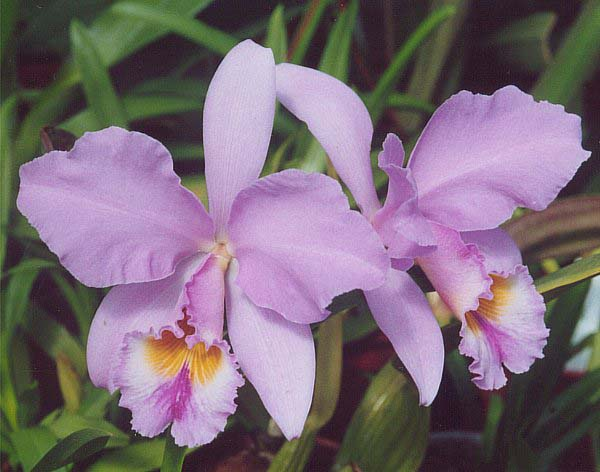
Orquídeas del género Cattleya

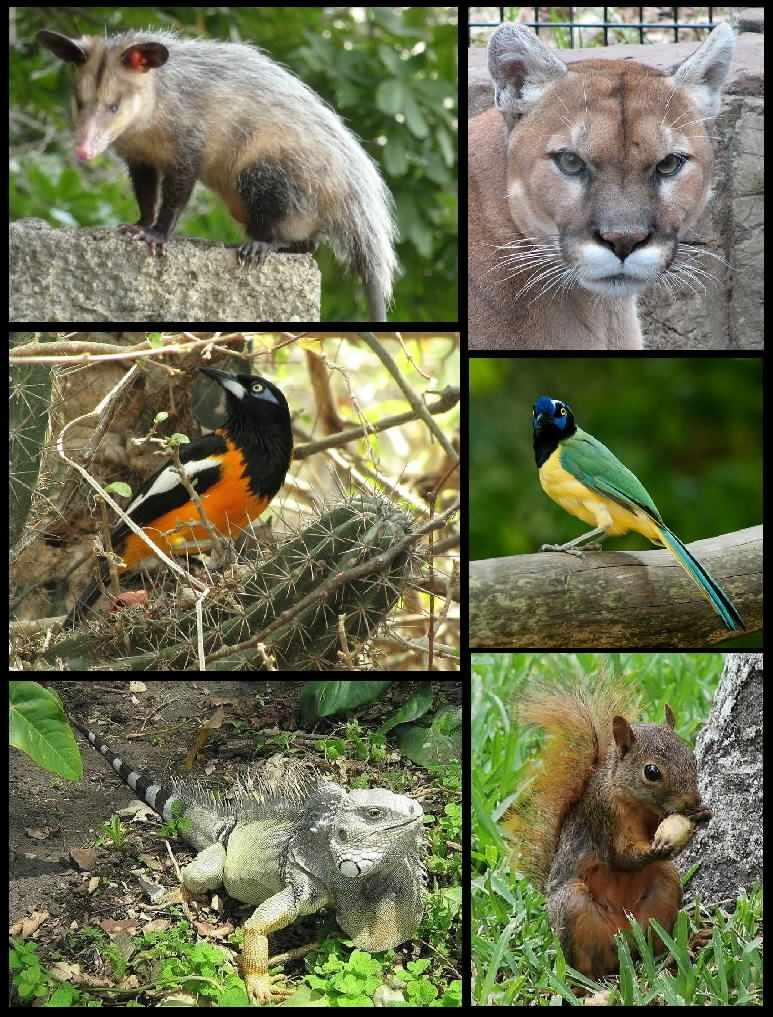
Fauna del parque nacional El Ávila: rabipelado Didelphis marsupialis, el puma Puma concolor, turpial Icterus icterus, querrequerre Cyanocorax yncas, iguana Iguana iguana y ardilla Sciurus granatensis

La vegetación es de bosque de montaña, con distintas variaciones que se distribuye en función de la altura. Entre el nivel del mar y los 200 o 300 m sobre el nivel del mar (e incluso a mayor altura según la orientación del relieve) se encuentra el bosque xerófilo, donde prevalecen especies como el cují (Prosopis juliflora). Entre los 800-1500 m sobre el nivel del mar se localiza el bosque ombrófilo sub-siempreverde que se caracteriza por presentar dos a tres estratos arbóreos y sotobosque relativamente denso. Entre los 1200-2200 m se sitúa el bosque ombrófilo siempreverde con dos o tres estratos arbóreos y sotobosque bien desarrollado. En estos bosques abundan especies de las familias de las orquídeas, helechos, bromeliáceas, aráceas, y se han reportado especies endémicas de las familias Sapindaceae, Melastomataceae,  Rubiaceae y Myrtaceae, así como helechos arborescentes y palmeras  (Ceroxylon ceriferum). Presenta sabanas de origen antrópico en donde predominan especies como el capín melao, (Melinis minutiflora), el bambusillo (Arthrostylidium venezuelae), la tara amarilla (Oyedaea verbesinoides) y el incienso (Espeletia neriifolia).  En las regiones superiores de la Silla de Caracas y el Pico Naiguatá se encuentra una vegetación característica de subpáramo arbustivo costero, constituido por arbustales abiertos de 1-3 m de alto con un estrato herbáceo relativamente bien desarrollado, siendo las especies más características el incienso o frailejón arbolito (Libanothamnus nerufolius),   bandera española (Castilleja fissifolia) y el falso frailejón (Liabum megacephalum).

### Fauna

#### Vertebrados
La fauna es muy variada, entre los mamíferos que han desarrollado su hábitat en este parque tenemos el  rabipelado, el murciélago (destacando el murciélago de listas, el murciélago frugívoro común, el vampiro común y el murciélago casero), el venado matacán, el zorro, el cachicamo, el cunaguaro, la lapa, ardilla, el picure, el puercoespín, entre otros.
De las aves, al menos trece especies son endémicas o presentan una distribución restringida, cabe mencionar la guacharaca, el cristofue, el querrequerre, el turpial y aproximadamente unas 36 especies de colibríes, de la familia Trochilidae.
Los reptiles están representados principalmente por las serpientes, entre las que destacan la cascabel, la tigra mariposa y varias especies de corales (Micrurus isozonus y Micrurus mipartitus semipartitus), y también son muy comunes el camaleón y la iguana.

#### Invertebrados
En los que respecta a invertebrados tenemos que algunos grupos han sido bien estudiados entre ellos se tiene:  crustáceos se hallan representados por los cangrejos de agua dulce de la familia Pseudothelphusidae en los linderos del parque se ha reportado las siguientes especies: Eudaniela iturbei,  Microthelphusa racenisi, y  Orthothelphusa venezuelensis
Los escorpiones se hallan representados por especies de la familia Chactidae y Buthidae entre las especies de la familia Chactidae  se halla Chactas rogelioi, Chactas gansi y Broteochactas gollmeri todas esta especies reportadas para la zona del Río del Norte. En lo que respecta a la familia Buthidae se halla representada por las especies: Centuroides gracilis, Microtityus biordi, Ropalurus laticauda, Tityus discrepans, Tityus clathratus, Tityus melanotictus, Tityus osmarus  y Tityus lancini es de hacer notar que todas estas especies presentan gran peligrosidad por la alta toxicidad del veneno que segregan
Debido a que el parque en la parte correspondiente a Caracas, colinda con una zona plenamente urbanizada de clase media alta de la ciudad, con edificios de diez o más pisos de altura, se han encontrado vectores infectados del Trypanosoma cruzi y que se presume han llegado a los apartamentos huyendo de los incendios forestales que ocurren en la época de sequía.

### Hidrografía

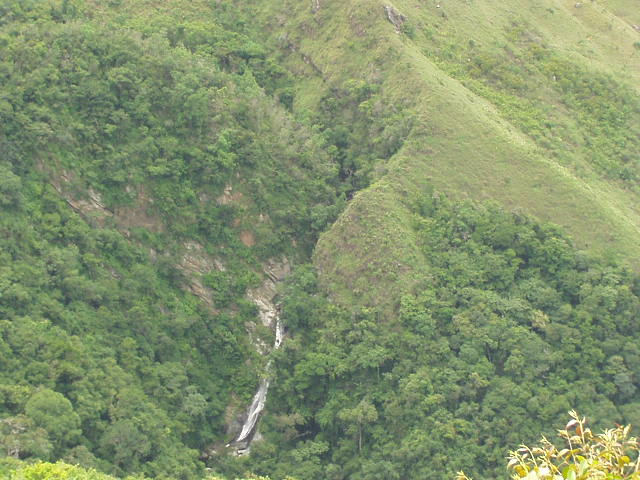
Río Tócome o de Los Chorros en la vertiente Sur del parque

A lo largo de todo el Parque se encuentran múltiples quebradas, arroyuelos y ríos, siendo estas vertidas en otros cursos de agua que nacen en los linderos del parque en la cuenca del río Guaire principal río de la ciudad de Caracas,  en el litoral del estado La Guaira, directamente al mar Caribe. Otros forman parte de la subcuenca de Río Grande o Río Caucagua y otros desembocan en las costas de Barlovento. Aunque el caudal de todas estas quebradas o ríos no es de gran envergadura sí son corrientes permanentes de agua por tener sus cabeceras a gran altura (casi siempre a más de 2000 m s. n. m.) donde, sobre todo durante la noche, se presenta una condensación muy intensa y continua (más de 3000 mm de lluvia al año), aunque esta cifra se reduce mucho a medida que bajamos hacia las faldas de la montaña a ambos lados de la misma (norte y sur). Todas estas quebradas son del tipo transversal.
Algunas de las más importantes son:
| Vertiente Norte - Quebrada Tacagua - Quebrada Las Pailas - Quebrada Curucuti - Quebrada Piedra Azul - Quebrada Osorio - Río Macuto, formado por Qda. Escondida y Qda. San José de Galipan - Quebrada El Cojo - Quebrada Camuri Chico - Río San Julián - Río Cerro Grande o Tanaguarena - Río Uría - Quebrada El Tigrillo - Río Naiguatá - Río Camurí Grande - Río Care - Río Anare - Qda. Las Ventanas - Río Los Caracas - Quebrada Seca - Río Botuco - Río Osma - Río Oritapo - Río La Sabana - Río Todasana - Río Chuspa - Río Aricagua | Vertiente Sur Caracas - Quebrada Blandín - Quebrada Agua Salud - Quebrada Catuche - Quebrada Cotiza - Quebrada Anauco - Quebrada Gamboa o Papelón - Quebrada Maripérez - Quebrada Ávila - Quebrada Chacaíto (Adjuntas, Nieves) - Quebrada Quintero - Quebrada Teneria - Quebrada Pajaritos - Quebrada Los Chorros (Sebucán) - Quebrada Camburi - Quebrada Pasaquire - Quebrada Galindo - Quebrada Caurimare - Quebrada Baquira - Quebrada Ayala | Vertiente Sur Guarenas Guatire - Río Escondido - Quebrada Agua Salada - Río Tacamahaca - Río Izcaragua - Río Curupao (Los Anaucos, Orismao, Mesa y Perque) - Río Santo Cristo - Río Cucharon - Río Perque - Quebrada de Agua - Río del Norte - Río Aguasal - Río Pacairigua - Río Guatire | Vertiente Sur Barlovento - Río Araira - Río Chuspita - Río Salmeron de Capaya - Río Marasmita - Quebrada Agua Fría - Río Curiepe |

## Turismo

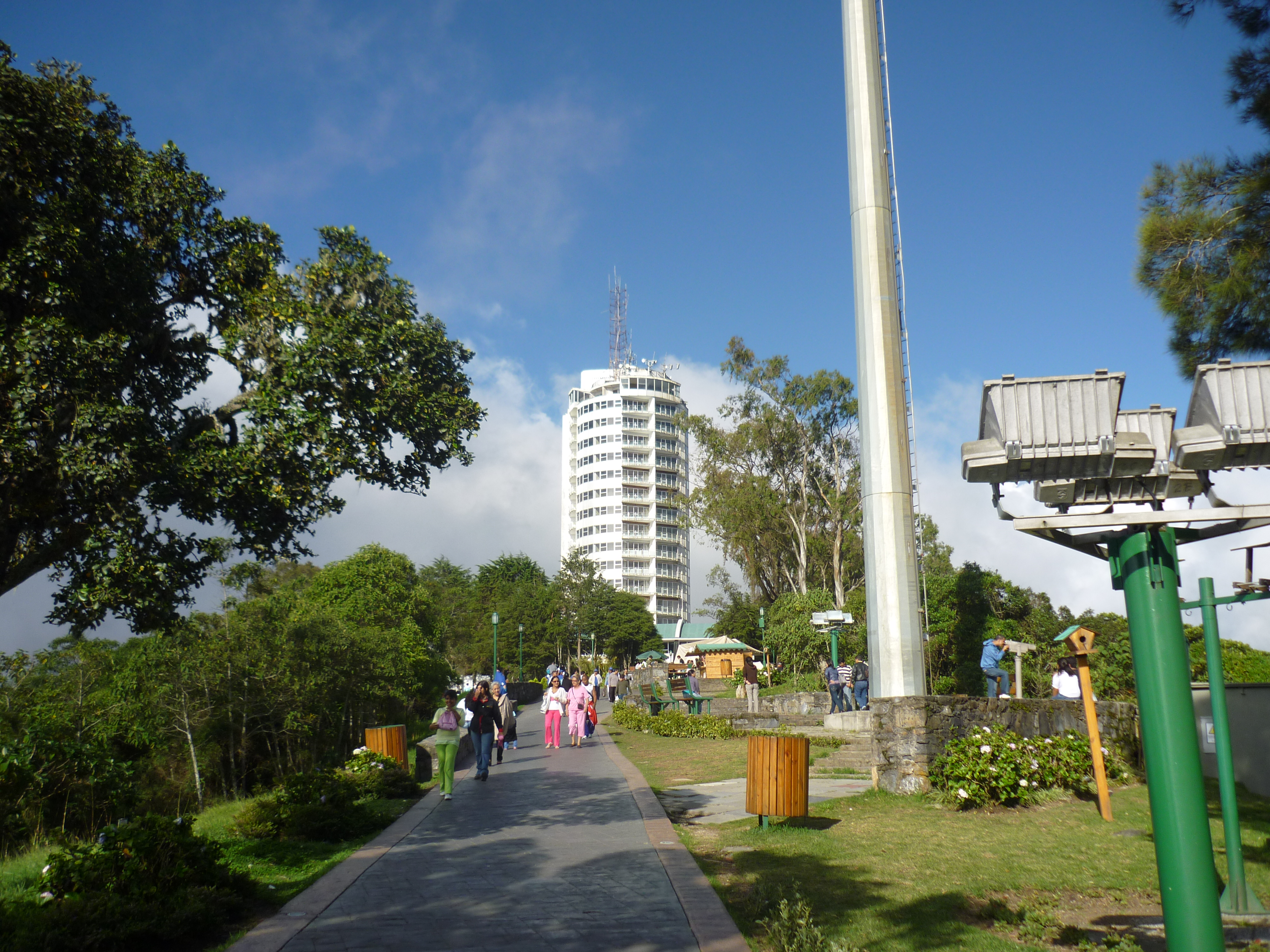
vista del Hotel Humboldt

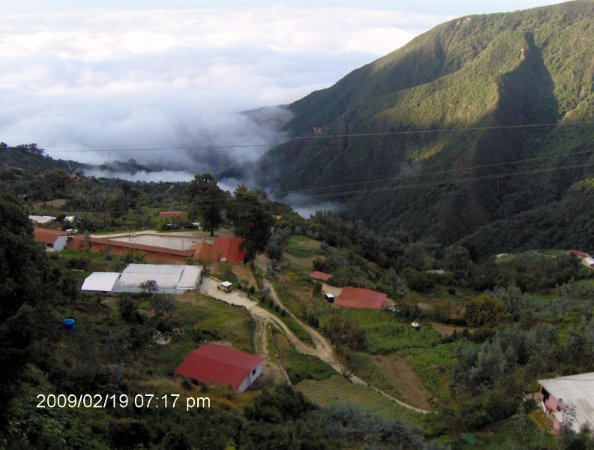
Galipán

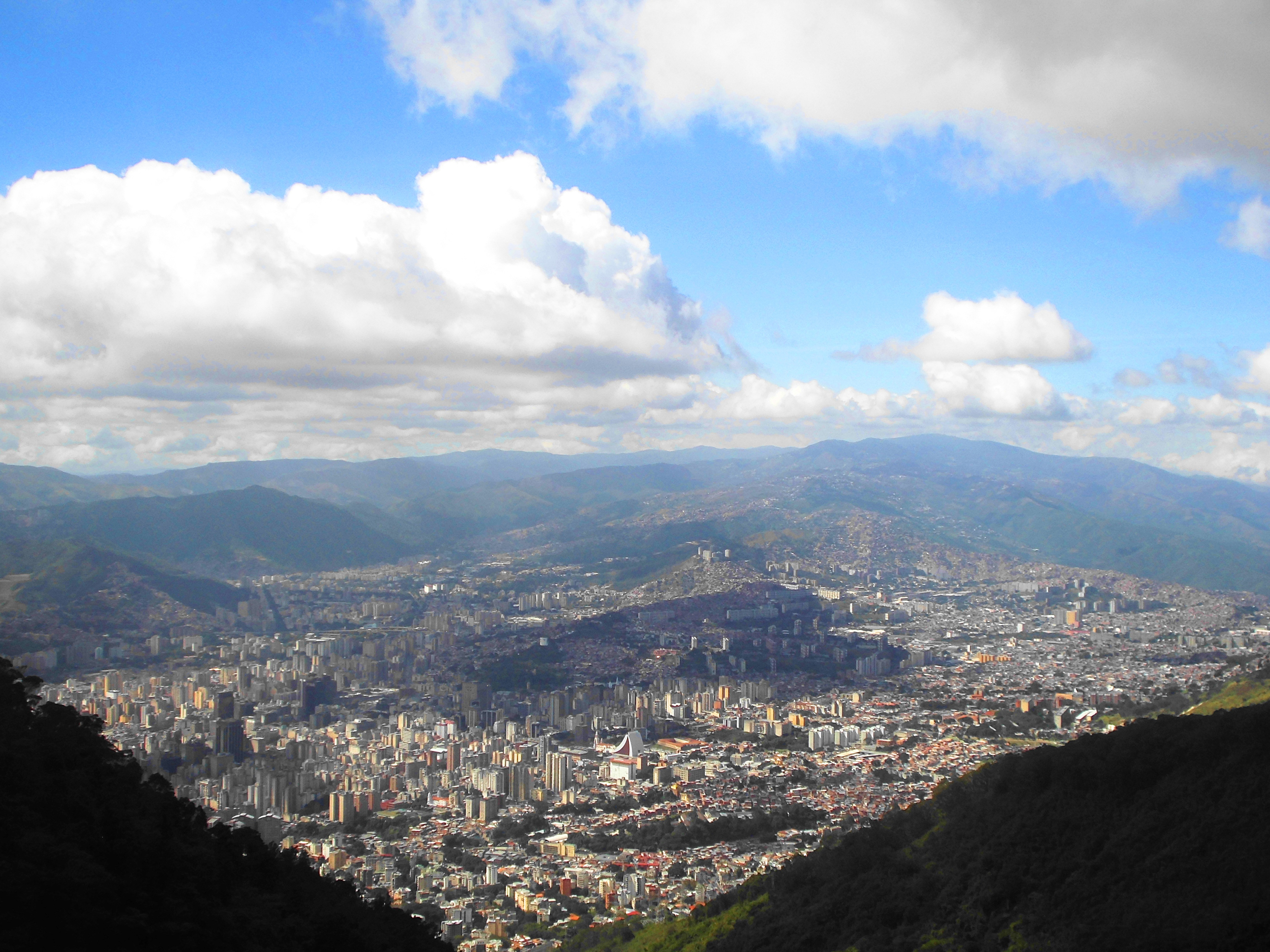
Caracas vista desde el cerro El Ávila

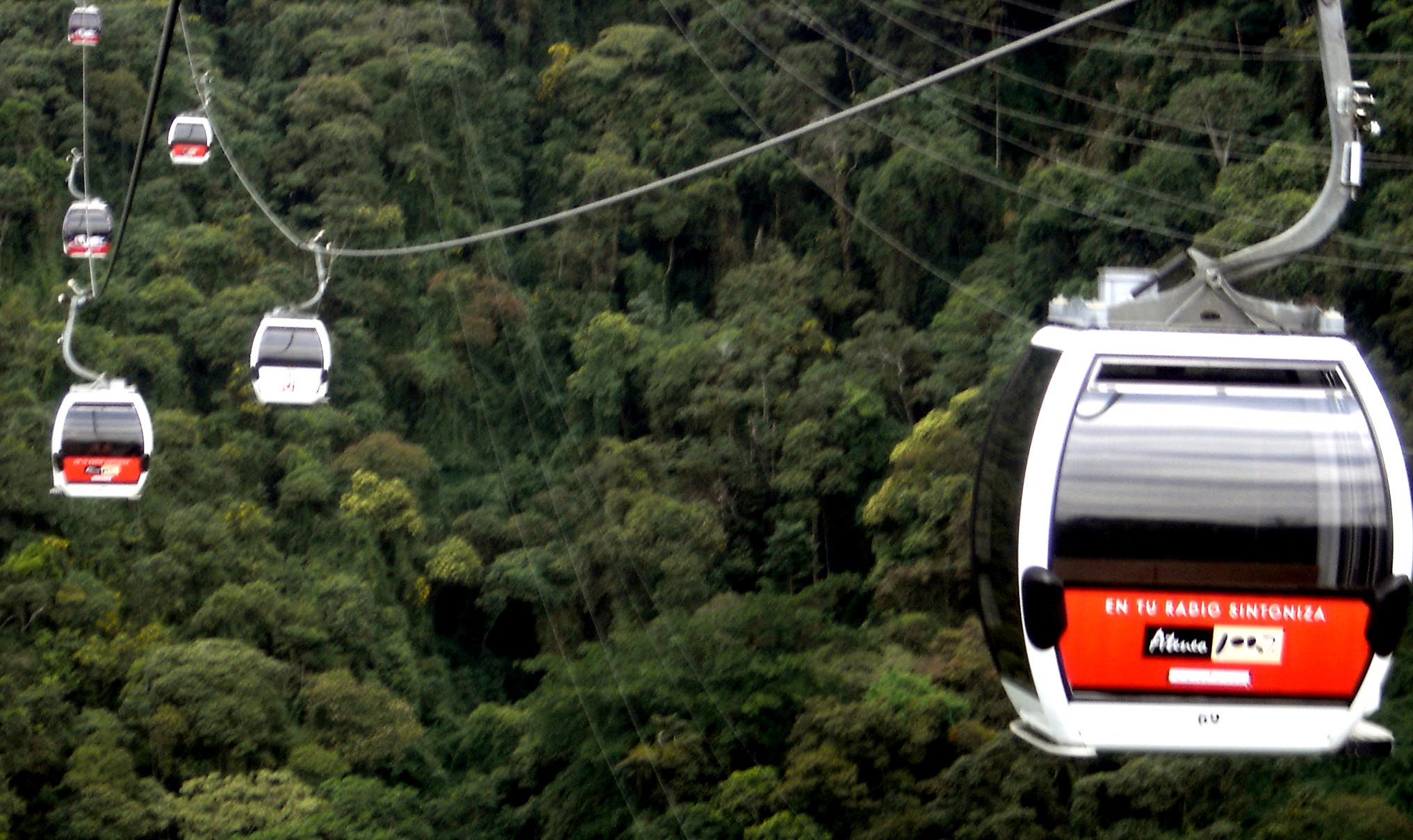
El Teleférico de Caracas comunica a la ciudad de Caracas con El Ávila.

Por estar ubicado al norte de grandes centros poblados (Caracas, Guarenas, Guatire), este parque nacional sirve de lugar de esparcimiento a miles de personas. Por ejemplo, El Cerro El Ávila posee diferentes caminos por los cuales se puede ascender dependiendo del medio de transporte que se utilice, el principal de estos medios es el teleférico de Caracas, un teleférico turístico construido a mediados del siglo XX que va desde la ciudad de Caracas hasta el Pico el Ávila, en donde se encuentra ubicado el Hotel Humboldt. Existe además una carretera para vehículos de doble tracción con diversos puntos de origen desde la ciudad y recorre varios de los cerros de las zonas además del Cerro El Ávila, el tercero y más popular entre los que lo usan como un medio de deporte son los senderos que al igual que las vías de tierra para vehículos tiene su inicio o ramales desde varios puntos de la ciudad de Caracas y recorre todos los cerros del parque nacional. Por ejemplo, hay subidas desde las faldas del cerro por San Bernardino, Chacaíto, Altamira y El Marqués. La de Altamira recibe el nombre de "Sabas Nieves" y la de El Marqués "La Julia", ambas por sus puestos de guardaparques. Otro atractivo lo constituye una plaza cerca del Hotel Humboldt, que sirve de altar para la bandera más alta del mundo en una montaña. El mástil de aluminio mide 30 metros de alto, y fue transportada por partes a bordo de helicóptero. Además, algunas de las viejas cabinas, de 12 metros cuadrados aproximadamente, están siendo utilizadas como kioscos, módulos de auxilio y venta de boletos. El otrora funicular presidencial es mostrado como parte de las atracciones.
En las cercanías del Hotel Humboldt (Pico El Ávila) existe una pequeña población rural llamada Galipán, donde sus pobladores realizan actividades agrícolas y turísticas, teniendo en su haber numerosas posadas. Esta población es famosa también por su cultivo de claveles, rosas y tulipanes, único en toda Caracas.
El congestionamiento vehicular durante días feriados, deficiencias en servicios básicos, precaria accesibilidad y ocupación ilegal del parque nacional, con la consiguiente contaminación de quebradas y playas impiden que el Litoral Central venezolano sea parte del mercado turístico del Caribe.
Otros sitios de interés turístico del parque, ya no ubicados en Caracas, son la Cascada del Norte, ubicada en el Río del Norte al norte de la ciudad de Guatire. El río Curupao, al norte de la ciudad de Guarenas.

### Rutas

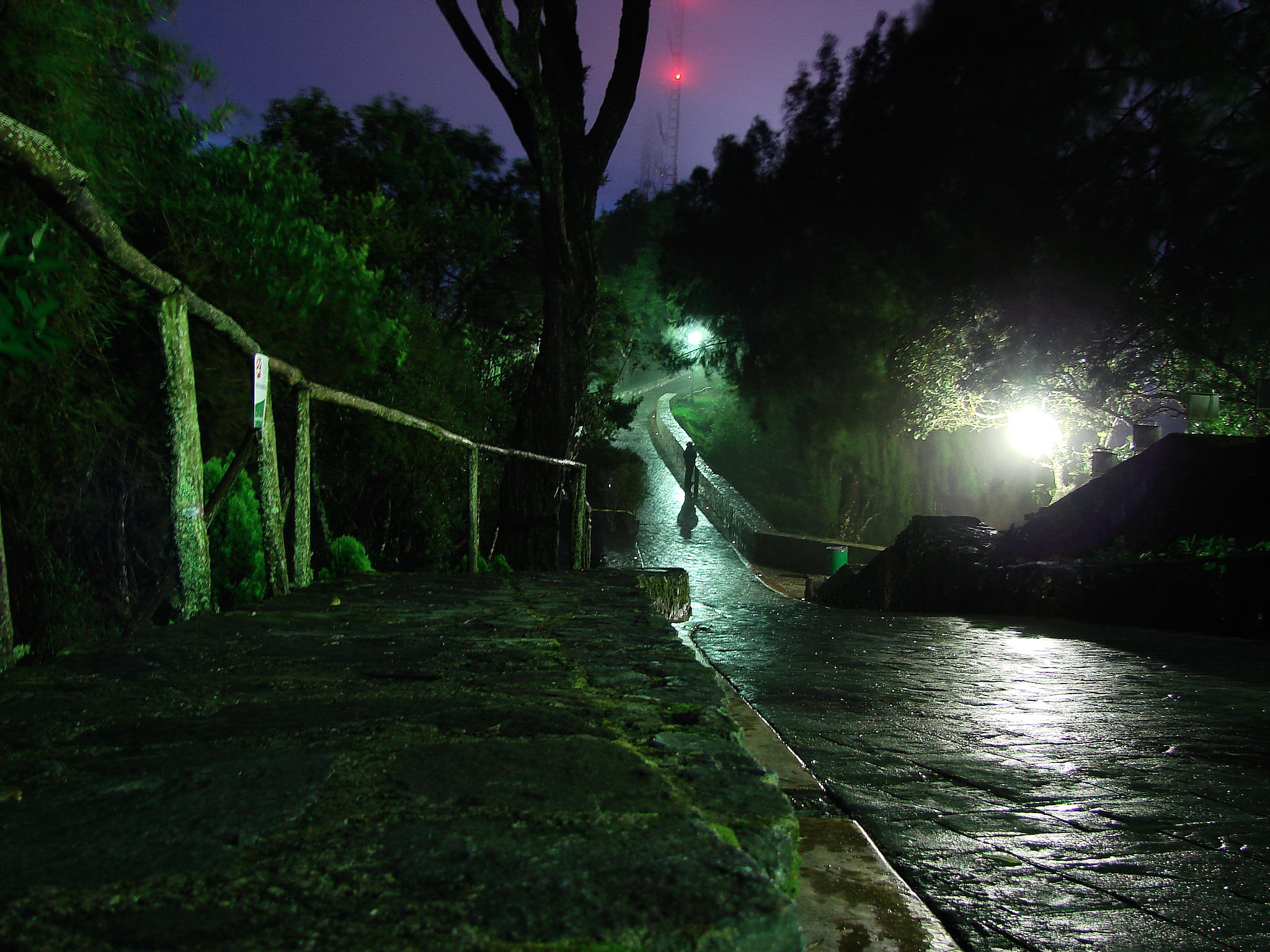
Caminería del parque nacional El Ávila.

El parque nacional El Ávila tiene diferentes rutas naturales que siguen los principales valles transversales al eje de la Sierra. La planificación de paseos por las rutas, en la ciudad de Caracas, suele ser coordinada en la sede de Inparques en la Avenida Rómulo Gallegos a nivel de la estación Parque Miranda del metro de Caracas. A las poblaciones de Galipán y Hoyo de la Cumbre se pueden llegar desde la llamada Puerta de Caracas por medio del «Camino de los Españoles» en la que se pueden ver algunas de las fortificaciones que se construyeron durante la época colonial.
Una segunda entrada, en Caracas, ocurre a través de Maripérez, pasando por Papelón, haciendo una parada en Los Venados, un puesto de guardaparques y una zona recreativa. Al lado del puesto del guardabosque se encuentra La Casona, antigua hacienda cafetalera de la época de la colonia. 
Si se decide subir por Sabas Nieves, Urbanización Altamira de Caracas, será acompañado en el tramo inicial por docenas de personas haciendo ejercicio físico. Después de varios minutos de ascenso por un camino rojizo y empinado se llega a una plataforma donde el municipio Chacao ha instalado equipos para hacer ejercicios. Si se continúa, la ruta se llega hasta la Silla de Caracas y luego al Pico Oriental y el Pico Occidental por rutas separadas. Normalmente este es el sendero que recorren los Palmeros de Chacao en vísperas de la Semana Santa para recoger las palmas del día de ramos una tradición de más de dos siglos.
Otra entrada usada para entrar a la montaña, esta vez en el Municipio Sucre del Estado Miranda es a través de El Marqués que llega al Puesto de Guardaparques La Julia y desde allí a diferentes lugares que llevan finalmente al Pico Naiguatá, el más alto con 2765 m s. n. m., pasando por La Julia y el Topo Goering. 
En otras zonas del parque, más hacia el este, como en el Municipio Zamora del Estado Miranda, existen varias rutas para acceder al parque. Debe solicitarse permiso en un puesto de Inparques, ubicado en el sector Silma, al noroeste de la urbanización "Valle Arriba", en Guatire. En particular la ruta del Río del Norte es una de las más transitadas. 

### Eventos

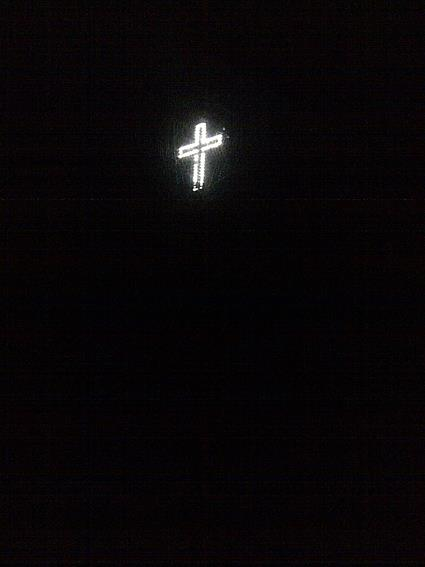
Cruz del Ávila

Todos los años tiene lugar en el cerro diferentes jornadas de siembra o arborización, las mismas son patrocinadas por distintos organismos tanto del sector público como privado, su objetivo es el de preservar al cerro como pulmón vegetal de la ciudad de Caracas. Otros eventos tienen lugar en el cerro y en su falda o borde, especialmente en el área deportiva, la caminata al Ávila que se realiza en el mismo tiene como objeto promocionar las actividades deportivas y recreativas en la población. la romería de los Palmeros de Chacao en vísperas de la Semana Santa para recoger las palmas del Domingo de Ramos, es una tradición de más de dos siglos.
El Ávila además de ser un icono de la ciudad de Caracas ostenta una de las estructuras más entrañables durante la época decembrina, la Cruz del Ávila, símbolo navideño que es encendido el 1 de diciembre, (aunque en 2007 se realizó el 28 de noviembre), anunciando así el inicio de la Navidad

Panorámica tomada desde la ensilladura de La Silla de Caracas, mirando hacia el Pico Oriental; se aprecia parte de Caraballeda a la izquierda, y el valle de Caracas a la derecha.